# Nicolas Errèra
Pour les articles homonymes, voir Errera.
Nicolas Errèra, né le 21 mai 1967 à Paris, est un compositeur français. Cofondateur des groupes de musique Grand Popo Football Club et Rouge Rouge, il compose également des musiques originales pour le cinéma et la télévision.

## Biographie
Nicolas Errèra est enfant unique au sein d'une famille d’artistes : son père est auteur de théâtre, sa mère décoratrice. Adolescent, il intègre la troupe du metteur en scène anglais Peter Brook ; il joue trois pièces de théâtre sous sa direction. Il passe un baccalauréat scientifique puis fait des études de philosophie. En parallèle de ses études, il suit des cours de piano et de composition à l'École normale de musique de Paris avec pour professeurs Serge Petigirard (pour le piano), Max Deutsch (pour la composition) et Laurent Petitgirard (pour la composition de musique de film). Il reçoit un prix de composition. Il suit aussi des cours d'harmonie et de contrepoint avec la compositrice Jeannine Richer. Un peu plus tard, il participe à  la classe de musique acousmatique au Conservatoire de Paris. C'est là qu'il découvre une autre manière de composer, basée sur la dématérialisation de la source sonore – musique avec ordinateur, synthétiseur – formant dès lors son style musical.
L’originalité de ses compositions vient de son goût pour l’éclectisme, le mélange des genres, l'assemblage de textures et la recherche de la mélodie. Il crée une musique composite, à la fois savante, sensible et accessible. Son univers musical passe de la musique classique au down tempo, et de la musique concrète à l’electro.
En 1998 il co-fonde le groupe d’électro Grand Popo Football Club  et en 2002 le groupe Rouge Rouge. Ces groupes sont apparentés au mouvement de la French touch. Grâce au succès de ses chansons Each Finger Has an Attitude, Les hommes, c’est pas des mecs bien ou L'Amour, il se produit dans les clubs et salles de concert du monde entier.
Il vient alors à la musique de film. Tout en étant au service du film sur lequel il travaille, il essaie à la fois d'exprimer une sensibilité classique, mélodique, et d'apporter des sonorités et des émotions plus contemporaines (sons électroniques, sons concrets, design musical…).
Sa filmographie très variée en tant que compositeur, ainsi que son parcours musical, reflètent son attachement à la composition d'une musique empreinte de diversité et de mélange.

## Œuvres

### Cinéma
Nicolas Errèra a composé plus de soixante musiques de films français et internationaux, dont celles d' Au nom de ma fille de Vincent Garenq, Nuit blanche de Frédéric Jardin, Les Doigts croches, L'Extraordinaire Voyage du fakir du Canadien Ken Scott, Nocturna, la nuit magique des Espagnols Víctor Maldonado et Adrián García, Le Guetteur de l'Italien Michele Placido, La Personne aux deux personnes de Nicolas & Bruno, ou encore Le Papillon avec Michel Serrault. À la suite du succès de ce dernier film en Chine (plus de 10 millions de spectateurs), il rencontre en 2008 le réalisateur hong-kongais Benny Chan. Cette rencontre lui ouvre les portes du cinéma asiatique ; il compose alors les musiques de quatre films de Benny Chan, Connected, Shaolin , The White Storm et Raging Fire. En 2015, il compose la musique du film chinois Mountain Cry (en) de Larry Yang. En 2018, il compose la musique du film Hidden Man (en) du réalisateur chinois Jiang Wen.En 2024, il compose la musique du film The Serpent's Path réalisé par le réalisateur japonais Kiyoshi Kurosawa

### Télévision
Dans le même esprit que pour le cinéma, il a composé pour des fictions télévisuelles telles que XIII, la série franco-canadienne adaptée des bandes dessinées de William Vance et Jean Van Hamme. Depuis 2006, il compose aussi la musique originale de Rendez-vous en terre inconnue, la série documentaire créée par Frédéric Lopez. En 2017 le téléfilm Ne m'abandonne pas de Xavier Durringer dont il a composé la musique remporte un International Emmy Awards (catégorie: Meilleure mini-série ou meilleur téléfilm).
En 2006, il rencontre le photographe et réalisateur Jean-Baptiste Mondino, avec lequel il collabore régulièrement sur la musique de films publicitaires pour notamment les marques Yves Saint Laurent, Chanel, Dior, Givenchy.

### Théâtre
En 2008, à la demande de John Malkovich, il compose la musique de deux mises en scène de théâtre, Good Canary de Zach Helm, créée en 2008 au Théâtre Comédia (2008), et Les Liaisons dangereuses au Théâtre de l'Atelier à Paris (2012).
En 2023, il compose la musique Le Livre de ma mère d'Albert Cohen, crée au Festival d'Avignon.

### Radio
En 1999, il rencontre Jean-François Bizot, créateur du magazine Actuel et de Radio Nova. Depuis 2004, il anime et produit une émission sur Radio Nova, Le Pudding (tous les dimanches à 20h). Cette émission culturelle prend la forme d’une conversation ouverte et curieuse avec un invité (philosophe, sociologue, écrivain, ethnologue…), sans nécessairement que celui-ci soit en promotion.

## Filmographie en tant que compositeur
Sauf indication contraire, les informations mentionnées dans cette section peuvent être confirmées par la base de données cinématographiques IMDb,  présente dans la section « Liens externes ».

### Cinéma
- 2002 : Cravate club de Frédéric Jardin
- 2002 : Le Papillon de Philippe Muyl
- 2003 : L'Outremangeur  de Thierry Binisti
- 2004 : The Street/Die Strasse  de  Karl Grune (composition d'une musique originale sur le film muet de Karl Grune de 1923)[10]
- 2007 : Nocturna, la nuit magique d'Adrian Garcia et Vitor Maldonado
- 2008 : Connected de Benny Chan
- 2008 : La Personne aux deux personnes de Nicolas et Bruno
- 2009 : Les Doigts croches un film de Ken Scott
- 2011 : Shaolin de Benny Chan
- 2011 : Nuit blanche (Sleepless Night) de Frédéric Jardin
- 2012 : Le Guetteur un film  de Michele Placido
- 2014 : La Guerre des Cartels de Benny Chan
- 2016 : Mountain Cry (en) de Larry Yang
- 2016 : Au nom de ma fille de Vincent Garenq
- 2017 : La Confession de Nicolas Boukhrief
- 2017 : My Other Home de Larry Yang
- 2018 : L'Extraordinaire Voyage du fakir de Ken Scott
- 2018 : Hidden Man (en) de Jiang Wen
- 2020 : Adoring (en) de Larry Yang
- 2021 : Tiger Robbers de Li Yu
- 2021 : Raging Fire de Benny Chan
- 2022 : Au revoir le bonheur de Ken Scott
- 2022 : Ma nuit d'Antoinette Boulat
- 2024 : When he comes Back de Keith Qi Chen
- 2024 : La Voie du serpent de Kiyoshi Kurosawa
- 2024 : Survivre de Frédéric Jardin
- 2025 : Ma mère, Dieu et Sylvie Vartan de Ken Scott

### Télévision
- depuis 2006 : Rendez-vous en terre inconnue (émission de télévision)
- 2008 : XIII : La Conspiration (mini-série) de Duane Clark
- 2011 : XIII, la série (saison 1) de Duane Clark et Alain Tasma
- 2012 : XIII, la série (saison 2) de Roger Avary
- 2012 : Emma (téléfilm) d'Alain Tasma
- 2013 : Alias Caracalla (téléfilm) d'Alain Tasma
- 2016 : Ne m'abandonne pas (téléfilm) de Xavier Durringer
- 2017 : Le Viol (téléfilm) d'Alain Tasma
- 2018 : La Révolte des innocents (téléfilm) de Philippe Niang
- 2018 : Aux animaux la guerre (série) d'Alain Tasma
- 2019 : D'un monde à l'autre (téléfilm) de Didier Bivel
- 2020 : Un mauvais garçon (téléfilm) de Xavier Durringer
- 2020 : Le Mensonge (série) de Vincent Garenq
- 2022 : Tout le monde ment d'Hélène Angel
- 2023 : Flair de famille - Rouge sang de Didier Bivel
- 2023 : Tout pour Agnès de Vincent Garenq

## Musiques de scènes
- 2007 : Good Canary de Zach Helm, mise en scène de John Malkovich
- 2012 : Les Liaisons dangereuses mise en scène de John Malkovich

## Discographie
Avec Grand Popo Football Club
- 1999 : Each Finger Has an Attitude chez Atmosphériques
- 2000 : Shampoo Victims chez Atmosphériques
- 2002 : Men Are Not Nice Guys chez Atmosphériques
- 2008 : My Territory avec Tania Bruna-Rosso chez Pschent
- 2010 : Venom in the Grass, chez Pschent

Avec Rouge Rouge
- 2002 : L'Amour, chez Wagram
- 2003 : Ce soir, après diner, chez Wagram

Bandes originales de film
- 2000 : Les Frères Sœur chez APC
- 2002 : Cravate Club chez East-West/Warner
- 2002 : Le Papillon chez Universal
- 2003 : L'Outremangeur chez Milan/Universal
- 2007 : Nocturna, la nuit magique chez Milan/Universal
- 2011 : Nuit blanche (film, 2011) chez Moviescoremedia
- 2011 : Shaolin chez Moviescoremedia
- 2013 : The White Storm chez Enka
- 2016 : Au nom de ma fille chez LGM/Noodles
- 2016 : Mountain Cry chez Enka
- 2017 : La Confession chez Enka
- 2018 : L'Extraordinaire Voyage du fakir chez Enka
- 2020 : Adoring chez Milan/Sony Classic
- 2021 : Mountain Cry/My other home chez Music-Box Records
- 2022 : Au revoir le bonheur chez Enka
- 2022 : Hidden Man chez Soundtrack Magazine[13]
- 2022 : Ma nuit chez Enka
- 2023 : When he comes Back chez Enka
- 2024 :  The Serpent's Path  chez Enka

Remix
- 2005 : Remix de la musique du film Le Samouraï[14](Universal)
- 2020 : Fantomas se remixe (Fantomas se déchaîne)

Théâtre
- 2012 : Les Liaisons dangereuses chez Enka

## Distinctions
- 2014 : Prix de la meilleure musique (Golden Deer) au Changchun China International Film Festival pour le film The White Storm[15].
- 2016 : Prix Ucmf 2016[16]: Prix de la meilleure musique pour le film Ne m'abandonne pas[17].
- 2017 : Jerry Goldsmith Awards 2017 : Prix de la meilleure musique pour le film Mountain Cry[18]
- 2022 : Canadian Screen Awards: Finaliste - Meilleure Chanson Originale[19]
- 2024 : Montreal International Film Festival : Prix de la meilleure bande originale pour When He comes back[20]